# Зубівщинська сільська рада
Зубівщинська сільська рада (Сільська Зубівщинська сільська рада) — колишня адміністративно-територіальна одиниця та орган місцевого самоврядування у Малинському і Чоповицькому районах Малинської, Коростенської й Волинської округ, Київської та Житомирської областей Української РСР з адміністративним центром у селі Зубівщина.

## Населені пункти
Сільській раді на час ліквідації були підпорядковані населені пункти:
- с. Зубівщина

## Історія та адміністративний устрій
Створена 1923 року в с. Зубівщина Стремигородської волості Радомисльського повіту Київської губернії. У квітні 1924 року увійшла до складу новоствореного Чоповицького району Малинської округи. 10 вересня 1924 року, внаслідок ліквідації Чоповицького району, сільську раду включено до складу Малинського району Малинської округи.
23 лютого 1927 року сільську раду передано до складу відновленого Чоповицького району Коростенської округи. 5 лютого 1931 року Чоповицький район ліквідовано вдруге, сільську раду підпорядковано Малинському районові. 17 лютого 1935 року, відповідно до постанови Президії ВУЦВК «Про склад нових адміністративних районів Київської області», сільську раду включено до складу відновленого Чоповицького району Київської області.
Станом на 1 вересня 1946 року сільська рада входила до складу Чоповицького району Житомирської області, на обліку в раді перебувало с. Зубівщина.
Ліквідована 11 серпня 1954 року, відповідно до указу Президії Верховної ради Української РСР «Про укрупнення сільських рад по Житомирській області», територію ради та с. Зубівщина приєднано до складу Малозубівщинської сільської ради Чоповицького району Житомирської області.